# Sexualidad de Adolf Hitler

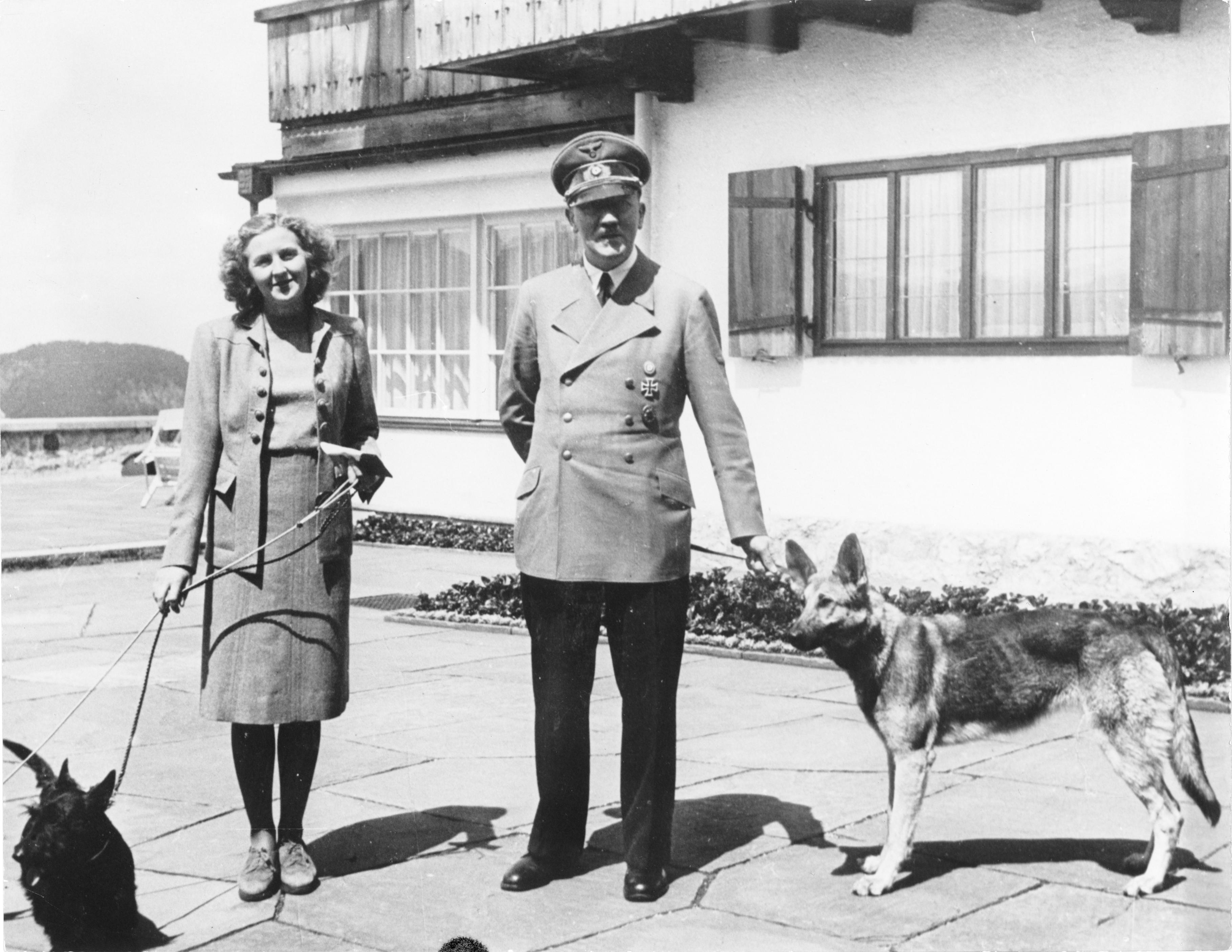
Adolf Hitler y Eva Braun en su residencia de Berghof.

A lo largo de los años, la sexualidad de Adolf Hitler ha sido objeto de debate histórico y educativo. Historiadores como Lothar Machtan han llegado a argumentar que el dictador podía haber sido homosexual, bisexual y polígamo y que la oposición y persecución de los homosexuales por parte del partido NSDAP pudo deberse a un mecanismo de defensa reactiva para expandir su campaña de homofobia. Varios estudios rechazan tales planteamientos y consideran al Führer de orientación heterosexual puesto que se cree que tuvo seis amantes a lo largo de su vida: dos de ellas se suicidaron, otra falleció ocho años después a consecuencia de un intento fallido, y otra más falló en su intento. También se cree que pudo tener un hijo ilegítimo, aunque esto último ha sido descartado por varios historiadores.
En 1929 conoció a Eva Braun, con la que contrajo matrimonio el 29 de abril de 1945, un día antes de suicidarse.

## Trasfondo

### Hitler y la persecución de homosexuales durante el III Reich

Triángulo rosa con el que eran marcados los presos homosexuales.

Aunque dentro de su círculo interno conocían las preferencias sexuales de Hitler a día de hoy se carece de pruebas acerca de su propia sexualidad. Sin embargo hay pruebas irrefutables de que ha estado con mujeres a lo largo de su vida al mismo tiempo que mostraba su antipatía hacia la comunidad homosexual.
Un ejemplo significativo fue cuando desautorizó a su confidente y amigo más cercano: Ernst Röhm por su "comportamiento sexual inmoral", no obstante, el dictador jamás objetó el pasado homosexual de este. Durante el holocausto, envió a cerca de 100 000 hombres a campos de concentración acusados de ser homosexuales. La mayoría fueron enviados a prisión, entre 5 y 15 000 fueron internados en campamentos donde fueron obligados a portar vestimenta de prisionero con un triángulo rosa como símbolo de identificación por sus «crímenes». Los prisioneros fueron utilizados como cobayas por parte de personal médico de los respectivos campos donde intentaban dar con un «remedio» para «curar» a los futuros niños arios con riesgo de que pudieran ser homosexuales. En un estudio realizado por Rüdiger Lautmann, un 60 % de los presos homosexuales fallecieron en comparación con un 41 % de los presos políticos y 35 % testigos de Jehová. El estudio también revela que el ratio de supervivencia de los homosexuales de los campos de concentración era ligeramente más alto que los ciudadanos de clase alta y los matrimonios bisexuales.
Con la idea de demonizar la imagen del III Reich, antes de que diese comienzo la II Guerra Mundial, tanto los opositores al régimen como los aliados llegaron a lanzar acusaciones infundadas de que Hitler era homosexual y practicaba ciertos actos sexuales entre las que se menciona la urolagnia. Sin embargo, su vida privada solo era conocida entre sus allegados, como Albert Speer, sus secretarias y otros. De joven tuvo algún romance e incluso llegó a sentir cierta atracción por su sobrina segunda: Geli Raubal.
Durante varios años mantuvo una relación en secreto, solo a sabiendas de su círculo interno, con Eva Braun. La mayoría de sus hombres de confianza sobrevivieron a la guerra y Hitler se trasladó con Braun a Berchtesgaden. El mayordomo de la pareja escribió en sus memorias que: «Hitler y Braun compartían dos habitaciones y baños, y que este prefería acabar las veladas a solas con su compañía en su sala de estudios antes de acostarse». Las cartas del Führer evidenciaban que se  preocupaba cuando Braun participaba en deportes o llegaba tarde para tomar el té. En 1945 se casaron en el búnker de Berlín antes de suicidarse juntos. Heike Görtemaker, quien fuera biógrafo de Braun afirmó que ambos gozaban de una vida sexual normal. Los amigos y familiares de la mujer describieron a Eva como una persona sonriente mientras veía una fotografía de Neville Chamberlain sentado en el sofá de la vivienda de Hitler en Múnich. «Si conociese lo que pasaba en el diván...».
Ernst Hanfstaengl, uno de los miembros del círculo interno de Hitler en los primeros años antes de que se hiciera con el poder escribió sobre su sexualidad: «tuve la sensación de que Hitler era uno de esos que no era ni de carne ni de pescado, así como tampoco homosexual o heterosexual, llegué a la conclusión de que era impotente o de los que preferían masturbarse». Aun así el Führer trató de convencerle de lo contrario al intentar flirtear con Martha Dodd, hija del embajador estadounidense (sin éxito).
Varios libros muestran listas alternativas sobre la supuesta sexualidad del máximo dirigente nazi como The Pink Swastika de Scott Lively y Kevin Abrams, los cuales fueron criticados por los historiadores por sus incongruencias y manipulaciones de los hechos. Bob Moser, quien entonces trabajaba en el Southern Poverty Law Center que el libro era un manual propagandístico creado por gente contraria a los derechos LGBT y que buscaban presentar a los homosexuales como "violentos y peligrosos".

### Langer y Murray: psicoanalizando a Hitler
En 1943 la Oficina de Servicios Estratégicos (OSS por sus siglas en inglés) de Estados Unidos recibieron un informe titulado A Psychological Analysis of Adolf Hitler: His Life and Legend escrito por Walter C. Langer con la colaboración de otros psicoanalistas con el propósito de entender y estudiar al dictador sirviendo así de utilidad para los aliados. El libro también sirve de soporte para The Mind of Adolf Hitler: The Secret Wartime Report en el que el propio Langer indaga en la cronología de la guerra junto a su hermano William L. Langer como introducción junto al también psicólogo e historiador Robert G.L. White. Para averiguar la personalidad del Führer así como sus motivaciones, los investigadores realizaron un análisis a su persona en la que según la OSS declaraba que Hitler era impotente y coprofílico sin descartar la posibilidad de que pudiera ser homosexual. En cuanto a esta última teoría, los informes afirman que las pruebas de la supuesta homosexualidad de Hitler no tiene solidez alguna para llegar a tal conclusión. Otto Strasser, uno de los opositores de Hitler en el NSDAP, alegó que obligó a su sobrina Raubal a que le defecara y orinara encima. Langer escribió según palabras de Hanfstaengl que: «Hitler pretendía casarse con la hija de Helena Bechstein: Lottie, a la que consideraba atractiva, pero esta rechazó su proposición». El historiador Ian Kershaw calificó los relatos de Strasser como una «retahíla de perversiones sexuales para denigrar la imagen de Hitler a modo de propaganda».
Hermann Rausching comentó que Hitler le confesó que durante su servicio militar en la I Guerra Mundial fue acusado en una corte marcial y declarado culpable por cargos de pederastia con un oficial. También declaró que fue culpable de violar el artículo 175 que trataba sobre el tema, pero no se han hallado evidencias de aquellos dos cargos.
El psicólogo Henry Murray anotó dos informes por separado respecto al de la OSS que tituló Personality of Adolph Hitler: With Predictions of His Future Behavior y Suggestions for Dealing with Him Now and After Germany's Surrender en el que aparte de la supuesta coprofilia, padecía esquizofrenia.

### Después de la Segunda Guerra Mundial

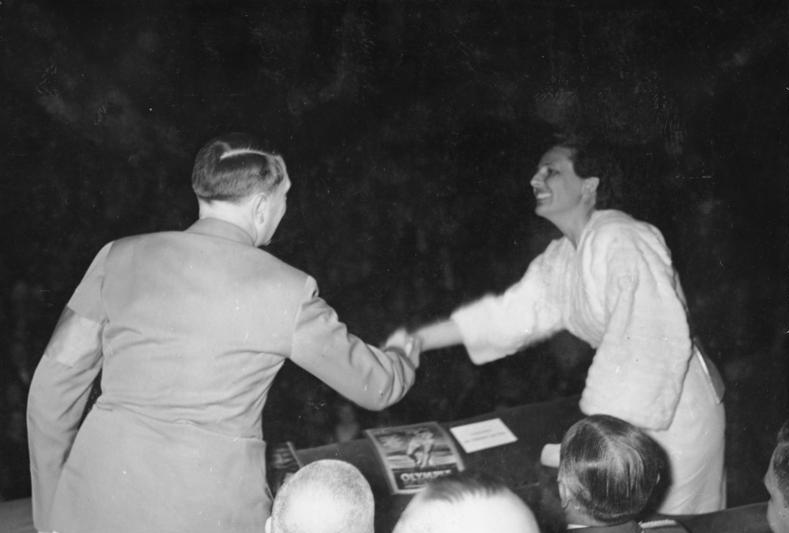
Riefenstahl junto a Hitler.

Tras la muerte de Hitler empezaron a circular especulaciones sobre su sexualidad e incluso sus supuestas relaciones sexuales con su sobrina Geli Raubal.
Lothar Machtan por el contrario discrepa sobre la supuesta homosexualidad del Führer en The Hidden Hitler. En el libro también habla sobre las supuestas experiencias en Viena con sus amigos de juventud y su relación con varios miembros del círculo interno. En 2004, la cadena estadounidense HBO produjo un documental basado en la teoría de Machtan y que fue titulado: Hidden Fuhrer: Debating the Enigma of Hitler's Sexuality. Dicha producción no se libró de las críticas de Ron Rosenbaum, crítico con aquella teoría y declaró: «las evidencias caen por su propio peso».
Años atrás, en 1995 el libro The Pink Swastika —cuyo contenido era similar— también fue vapuleado por varios historiadores a causa de la falta de rigor.
Jack Nusan Porter de la Universidad de Massachusetts Lowell escribió:

¿Que si a Hitler le cabreaban los homosexuales? ¿Que si se avergonzaba de su propia orientación sexual? Estas temáticas de la psicohistoria van más allá del conocimiento que conocemos. Mis planteamientos sobre la sexualidad de Hitler es que era asexual en el sentido tradicional de la palabra con un fetichismo sexual bastante bizarro.

Leni Riefenstahl fue amiga de Hitler durante doce años e incluso hubo rumores sobre una posible relación íntima con él. Según Hanfstaengl, quien fuera amigo íntimo del Führer durante los años 20 y 30, quiso iniciar una relación con él, pero le rechazó.